# Hilsenheim
Hilsenheim település Franciaországban, Bas-Rhin megyében. Lakosainak száma 2615 fő (2022. január 1.). Hilsenheim Sermersheim, Bindernheim, Ebersmunster, Kogenheim, Muttersholtz, Rossfeld, Witternheim és Wittisheim községekkel határos.

## Népesség
A település népességének változása:
| Lakosok száma | 2575 | 2636 | 2679 | 2633 | 2638 | 2649 | 2638 | 2626 | 2615 |
|               | 2013 | 2015 | 2016 | 2017 | 2018 | 2019 | 2020 | 2021 | 2022 |